# Silva (äppelsort)
|  | Wiktionary har en ordboksartikel om silva. |

Silva är en äppelsort som utsetts till landskapsäpple för Norrbotten. Medelskördedatum vid Alnarp (zon 1) 11 augusti. En korsning mellan Melba och Stenbock utförd vid Alnarp 1945. Öppet kärnhus. Kort hållbarhet. Introducerades 1970. Skördas i Norrbotten i skiftet augusti/september. Håller ett par veckor. Zon 1-6.